# Gyűlölet, barátság
A Gyűlölet, barátság (eredeti cím: Hateship, Loveship) 2013-ban bemutatott amerikai filmdráma, amelyet Liza Johnson rendezett és Mark Poirier írt, Alice Munro 2001-es Szeret, nem szeret…című regénye alapján. A főbb szerepekben Kristen Wiig, Hailee Steinfeld, Guy Pearce, Jennifer Jason Leigh és Nick Nolte látható.
Világpremierje 2013-as Torontói Nemzetközi Filmfesztiválon volt 2013. szeptember 6-án. Az Amerikai Egyesült Államokban 2014. április 11-én jelent meg a mozikban.

## Cselekmény
Johanna Parry egy új városba költözik, hogy házvezetőnőként dolgozzon Mr. McCauley-nál, egy idős férfinál, aki segítségre szorul a ház körül, valamint hogy gondoskodjon McCauley unokájáról, Sabitháról. Megismerkedik Sabitha apjával és McCauley vejével, Ken-nel, aki nem él együtt sem Sabithával, sem McCauley-val, hanem Chicagoban lakik. Sabitha legjobb barátnője, Edith, elárulja Johannának (miután Johanna megkérdezi, hogy Sabitha anyja hol él), hogy Ken felesége néhány évvel ezelőtt meghalt. Ken vacsorára hívja Johannát és Sabithát, majd egy barátságos üzenetet ír Johannának, amelyet a lánya kézbesít. Johanna válaszlevelet ír, és Edith felajánlja, hogy elviszi a postára. Ám ahelyett, hogy elküldené, Edith és Sabitha gonosz tréfát eszelnek ki: meghamisítják Ken válaszát egy szerelmes levél formájában. Később létrehoznak egy hamis e-mail fiókot Ken nevében (mivel Ken nem rendelkezik e-mail címmel), és az ő nevében válaszolnak Johanna szerelmes leveleire. Az ál-Ken „egyedüli barátjának” nevezi Johannát, ám a helyzet megváltozik, amikor „Ken” arra kéri Johannát, hogy látogassa meg Chicagóban.

## Szereplők
| Szerep        | Színész              | Magyar hang       |
| ------------- | -------------------- | ----------------- |
| Johanna Parry | Kristen Wiig         | Balsai Móni       |
| Sabitha       | Hailee Steinfeld     | Pekár Adrienn     |
| Ken           | Guy Pearce           | Stohl András      |
| Chloe         | Jennifer Jason Leigh | Hámori Eszter     |
| Mr. McCauley  | Nick Nolte           | Papp János        |
| Edith         | Sami Gayle           | Andrusko Marcella |
| Eileen        | Christine Lahti      | Bertalan Ágnes    |
| Mover         | Casey Hendershot     |                   |
| Jason         | Brett Roedel         |                   |
| Justin        | Brian Roedel         |                   |
| Stevie        | Joel K. Berger       |                   |

### Magyar változat
- Magyar szöveg: Laki Mihály
- Hangmérnök és vágó: Császár Bíró Szabolcs
- Gyártásvezető: Bogdán Anikó
- Szinkronrendező: Faragó József
- Produkciós vezető: Dallos Miklós

A szinkront az SDI Media Hungary készítette.

## A film készítése
Az eredetileg Hateship, Friendship címet viselő film forgatása 2012 novemberében kezdődött a Louisiana állambeli New Orleansban. A filmet Arri Alexa digitális kamerákkal és Kowa anamorfikus lencsékkel forgatták. Michael Benaroya finanszírozta a filmet.